# You the Boss
A You the Boss egy dal Rick Ross amerikai rappertől. God Forgives, I Don't című ötödik stúdióalbumáról jelent meg első kislemezeként 2011. október 7-én az I Love My Bitches mellett. Az amerikai rádiók október 18-án kezdték el játszani. and Urban radio on November 1, 2011. Nicki Minaj és Kevin “K.E. On The Track” Erondu is dolgozott a dalon.

## Háttér
Birdman Y.U. Mad című klipjének forgatása alatt Nicki Minaj felfedte, a You the Boss eredetileg Lil Wayne számára íródott 2009-ben, de ő nem használta fel. „Hosszadalmas volt, végül Rick Rossnak adta” Minaj mondta karakterét, Female Weezyt alakítva. Ross sem foglalkozott egyből a számmal, mivel Teflon Don című albumán dolgozott.

## Slágerlistás helyezések
| Slágerlista (2011-12)                          | Legjobb helyezés |
| ---------------------------------------------- | ---------------- |
| US Billboard Hot 100 kislemezlista             | 67               |
| US R&B/Hip-Hop Songs (Billboard) kislemezlista | 6                |
| US Rap Songs (Billboard) kislemezlista         | 11               |

## Megjelenések
| Ország           | Dátum            | Formátum           | Kiadó              |
| ---------------- | ---------------- | ------------------ | ------------------ |
| Egyesült Államok | 2011. október 7. | Digitális letöltés | Def Jam Recordings |